# ISO 3166-2:PG
ISO 3166-2:PG est l'entrée pour la Papouasie-Nouvelle-Guinée dans l'ISO 3166-2, qui fait partie du standard ISO 3166, publié par l'Organisation internationale de normalisation (ISO), et qui définit des codes pour les noms des principales administration territoriales (e.g. provinces ou États fédérés) pour tous les pays ayant un code ISO 3166-1.

## Provinces, district capitale et région autonome (11)
Les noms des subdivisions sont listés selon l'usage de la norme ISO 3166-2, publiée par l'agence de maintenance de l'ISO 3166.
```
PG-NSB
 
Bougainville
, Région autonome

PG-CPM
 
Central

PG-CPK
 
Chimbu

PG-EBR
 
East New Britain

PG-ESW
 
East Sepik

PG-EHG
 
Eastern Highlands

PG-EPW
 
Enga

PG-GPK
 
Gulf

PG-HLA
 
Hela

PG-JWK
 
Jiwaka

PG-MPM
 
Madang

PG-MRL
 
Manus

PG-MBA
 
Milne Bay

PG-MPL
 
Morobe

PG-NCD
 
National Capital District
  (Port Moresby), District

PG-NIK
 
New Ireland

PG-NPP
 
Northern

PG-SHM
 
Southern Highlands

PG-WBK
 
West New Britain

PG-SAN
 
West Sepik
 (alias 
Sandaun
)

PG-WPD
 
Western

PG-WHM
 
Western Highlands
```

Historique des changements
- 13 décembre 2011 : Réajustement administratif (PG-NSA North Solomons (province) → PG-NSB Bougainville (autonomous region)), ajout des termes génériques administratifs locaux et mise à jour de la liste source et du code source.
- 20 avril 2013 : Notification de l'ONU changement de la forme longue du nom
- 3 mars 2014 : Ajouter "the" devant la forme longue anglaise
- 3 novembre 2014 : Ajout de 2 provinces PG-HLA et PG-JWK; modification du nom de la subdivision PG-SAN; mise à jour de la Liste Source

### Autres Liens
- Codes des noms de pays - ISO 3166, iso.org